# 任皇貴妃
皇貴妃任氏（こうきひ じんし、生没年不詳）は、明の天啓帝の側室。

## 経歴
庶民の任景春の娘として生まれる。魏忠賢の養女である。
天啓4年（1624年）、容妃となった。同年10月に皇三子・朱慈炅（献懐太子）を産み、翌月に皇貴妃となった。父の任景春は従一品錦衣衛都督同知に任じられた。しかし翌年の王恭廠大爆発事件で、朱慈炅が驚死した。
崇禎17年（1644年）3月、李自成軍が皇宮に侵入すると、実家へ逃れて避難した。清代には、清朝政府から手当を受けて扶養された。
懿安皇后を自称する一人の美女が皇宮で李自成軍に捕らえられ、将兵に対する性奉仕を強いられたという話がある。一説によると、その女は実は任皇貴妃といわれるが、信用できない。

## 伝記資料
- 『明熹宗実録』
- 『酌中志』
- 『清世祖実録』